# AS-24
La AS-24 era una vía de comunicación que pertenecía a la Red Comarcal de Carreteras del Principado de Asturias. Tenía una longitud de 11,4 km y unía las localidades de La Roda y Lagar. Discurría por los concejos de Tapia de Casariego, El Franco y Castropol.
Durante todo su recorrido, discurría por las localidades de La Veguina, La Barrosa, Candaosa, Sanchin y Lagar, para que en esta última termine en el cruce con la AS-22. 

## Denominaciones antiguas
Antes de que se publicase en el Boletín Oficial del Principado de Asturias el Catálogo de Carreteras de 1989, la AS-24 estaba formada por 1 carretera local del Plan Peña de 1939:
- O-714 La Roda - Lagar (Todo su trazado)
Además, cabe decir que en todo el recorrido de esta carretera se pueden encontrar antiguos hitos kilométricos pertenecientes a la antigua carretera local O-714. Estos hitos kilométricos son el 20 y el 21 y se pueden encontrar cerca de las localidades de La Barrosa y Sanchin.

## Denominaciones actuales
Cuando se publicó en el Boletín Oficial del Principado de Asturias el Nuevo Catálogo de Carreteras de Asturias del año 2017, la AS-24 dejó de existir para formar parte de la AS-23.